# Álvaro Batista
Álvaro Batista (São Borja, 11 de novembro de 1858 — Rio de Janeiro, 1933) foi um político brasileiro.
Foi eleito  deputado estadual, à 21ª Legislatura da Assembleia Legislativa do Rio Grande do Sul, de 1891 a 1893 e de 1913 a 1914.Também foi deputado federal por quatro mandatos.